# Perebrody (Sarny)
Perebrody (ukrainisch Переброди; russisch Переброды, polnisch Perebrody oder Przebrody) ist ein Dorf im Norden der ukrainischen Oblast Riwne mit etwa 1500 Einwohnern (2006).
Das 1577 gegründete Dorf war bis 2015 administrative Zentrum der gleichnamigen Landratsgemeinde, zu der noch das Dorf Budymlja (Будимля ⊙) mit etwa 650 Einwohnern gehörte und lag im Nordosten des Rajons Dubrowyzja.
Am 26. August 2015 wurde das Dorf Teil der neugegründeten Landgemeinde Myljatsch (Миляцька сільська громада Myljazka silska hromada).
Am 17. Juli 2020 wurde der Ort Teil des Rajons Sarny.
Perebrody am Ufer des 172 km langen Flusses Lwa (Льва) an einem Grenzübergang der ukrainisch-belarussischen Grenze 44 km nordöstlich vom ehemaligen Rajonzentrum Dubrowyzja und 165 km nördlich der Oblasthauptstadt Riwne.